# 快速列车 (日本)

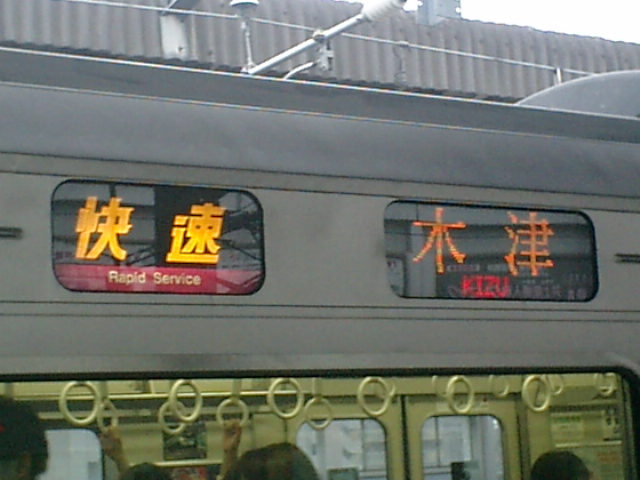
JR西日本207系電車的種別顯示屏顯示了快速（JR東西線直通列車）

快速列車（日语：／ Kaisoku ressha），是日本铁路系统里，若干不需要急行料金等額外費用便可以乘坐的列車。與通常各站皆停靠的普通列車不同，快速列車不會停靠一部分或全部的中途車站，而只停靠主要車站來提供前往目的地站的速達服務列車。
快速列车会使用一般形车辆、近郊形车辆和通勤形车辆的列车，大多是不用對號入座的自由席，一部分列車會設有需加購指定券對號入座的指定席。个别带有爱称的快速列车会使用特急形车辆，在国铁罢工暴动时期日本国鉄曾经使用过急行形列车进行快速通勤。

## 衍生种别
- 通勤快速
- 区间快速
- 准快速
- 新快速
- 青梅特快
- 中央特快
- 特别快速
- 直通快速
- 大和路快速
- 纪州路快速
- 丹波路快速
- 关空快速
- 超快速（只在北北線）

## 註解
1. ↑  在不同的鐵路業者中，其與急行，特急相對的位置會有不同，視乎停車站資訊板而別